# هيرمان كارل مولر
هيرمان كارل مولر (بالألمانية: Herman Carl Mueller)‏ هو خزاف ألماني، ولد في 1854 في ألمانيا، وتوفي في 22 سبتمبر 1941.